# وراژکوو
وراژکوو (به لاتین: Vražkov) یک منطقهٔ مسکونی در جمهوری چک است که در شهرستان لیتومیه‌رژیتسه واقع شده‌است. وراژکوو ۷٫۶۲ کیلومتر مربع مساحت و ۴۱۳ نفر جمعیت دارد و ۲۰۵ متر بالاتر از سطح دریا واقع شده‌است.